# David Edgar (drammaturgo)
David Edgar (Birmingham, 26 febbraio 1948) è un commediografo britannico.

## Biografia
Tra i più prolifici drammaturghi britannici del secondo novecento, David Edgar ha scritto oltre sessanta opere teatrali, portati in scena a Londra, a Broadway e in diversi altri Paesi. Dal 1976 ha collaborato di sovente con la Royal Shakespeare Company. È membro della Royal Society of Literature.
Il suo lavoro di maggior successo è stato un adattamento teatrale del romanzo di Charles Dickens Nicholas Nickleby: la pièce, intitolata The Life and Adventures of Nicholas Nickleby, fu portata in scena dalla Royal Shakespeare Company sia a Londra che a Broadway e valse ad Edgar il Laurence Olivier Award alla migliore nuova opera teatrale e il Tony Award alla migliore opera teatrale.
Nel 1989 fondò all'Università di Birmingham una laurea magistrale in drammaturgia e fu il preside di facoltà fino al 1999. Dal 1995 è stato anche professore di drammaturgia.
È stato sposato con l'attivista Eve Brook dal 1979 alla morte della donna nel 1998.

## Teatro (parziale)
- Two Kinds Of Angel (1970)
- A Truer Shade Of Blue (1970)
- Bloody Rosa (1971)
- Still Life: Man In Bed (1971)
- Acid (1971)
- Tedderella (1971)
- The National Interest (1971)
- The Rupert Show (1971)
- Conversation in Paradise (1971)
- The End (1972)
- Death Story (1972)
- State of Emergency (1972)
- England’s Ireland (1972)
- Excuses, Excuses aka. Fired (1972)
- Rent or Caught in the Act (1972)
- Road to Hanoi (1972)
- Not With A Bang But A Whimper (1972)
- Backshot (1973)
- Baby Love (1973)
- The Eagle Has Landed (1973)
- A Fart For Europe (1973)
- Gangsters (1973)
- The Case of the Workers’ Plane (1973)
- Liberated Zone (1973)
- Operation Iskra (1973)
- Man Only Dines (1974)
- The Show (1974)
- Dick Deterred (1974)
- The Dunkirk Spirit (1974)
- I Know What I Meant (1974) [TV]
- Ball Boys (1975)
- Blood Sports (1975)
- O Fair Jerusalem (1975)
- The National Theatre (1975)
- Summer Sports (1975)
- Events Following the Closure of a Motorcycle Factory (1976)
- Saigon Rose (1976)
- The Perils of Bardfrod (1976)
- Ten Years On (1976)
- Destiny (1976)
- Wreckers (1977)
- Our Own People (1977)
- Ecclesiastes (1977)
- The Jail Diary of Albie Sachs (1978)
- Mary Barnes (1979)
- Teendreams (1979)
- The Life and Adventures of Nicholas Nickleby (1980)
- Maydays (1983)
- Entertaining Strangers (1985)
- That Summer (1987)
- Midas Connection (1989)
- Heartlanders (1989)
- Vote for Them (1989)
- The Shape of the Table (1990)
- The Strange Case of Dr. Jekyll and Mr. Hyde (1991)
- Buying a Landslide (1992)
- A Movie Starring Me (1991) [radio]
- Pentecost (1994)
- Citizen Locke (1994) [TV]
- Talking to Mars (1996) [radio]
- Dirty Tickets (1998)
- Albert Speer (2000)
- The Secret Parts (2000) [radio]
- The Prisoner's Dilemma (2001)
- Continental Divide (2003)
- Daughters of the Revolution (2003)
- Mothers Against (2003)
- Playing with Fire (2005)
- Something Wrong About the Mouth (2007)
- Testing the Echo (2008)
- A Time to Keep (2009)
- Black Tulips (2009)
- Arthur and George (2010)
- Written on the Heart (2011)
- If Only (2013)
- A Christmas Carol (2017)
- Trying It On (2018)